# Интерлеукин 14
Интерлеукин 14 (ИЛ-14) је цитокин који се такође зове фактор раста високе молекулске тежине Б-ћелија (HMW-BCGF). Он контролише раст и пролиферацију нормалиних и канцерогених Б ћелија. Овом молекулу је био недавно дато име таксилин (taxilin). ИЛ-14 изазива пролиферацију Б-ћелија, инхибира излучивање антитела, и проширује изабране Б-ћелијске подгрупе. Овај интерлеукин производе углавном T ћелије и неке малигне Б ћелије.
Два различита траскрипт настају из супротних ланаца ИЛ14 гена. Они се називају ИЛ-14α и ИЛ-14β. ИЛ14 локус је близо гена за ЛЦК на хромозому 1 код људи.